# James A. Jensen
James A. ("Jim") Jensen (2. srpna 1918 – 14. prosince 1998) byl americký výtvarník a paleontolog, pracující pro Brigham Young University. Je známý zejména díky výzkumu pozdně jurských dinosaurů z území Colorada, mezi nimi i jednoho z nejdelších známých sauropodů rodu Supersaurus vivianae.

## Výzkum
Proslavil se především svými mediálně vyzdvihovanými objevy a popisem obřích sauropodních dinosaurů ve státech Utah a Colorado (zejména lokalita Dry Mesa Quarry). Mezi jeho nejznámější objevy patří dinosauří rody Torvosaurus, Supersaurus a tzv. Ultrasauros (dnes neplatný). Poslední jmenovaný rod byl původně Jensenem považován za gigantického sauropoda o hmotnosti až kolem 180 tun (což by jej pasovalo na největšího suchozemského živočicha všech dob), ve skutečnosti se ale jednalo o chiméru, vytvořenou na základě fosilií supersaura a brachiosaura. Jensen popsal několik nových dinosaurů, například teropody druhů Palaeopteryx thomsoni a Torvosaurus tanneri nebo saropody druhů Supersaurus vivianae a Cathetosaurus lewisi.
Fosilie těchto dinosaurů objevil Jensen se svým týmem na lokalitách v souvrství Morrison v 70. letech 20. století. Jensen si časem vysloužil mediální přezdívku "Dinosaur Jim". Je významný také tím, že se značně zasadil o nový styl vystavování dinosauřích koster, spočívající v ukrytí kovových podpěr přímo dovnitř kostry. Nikdy nedosáhl formálního akademického vzdělání, měl však bohaté zkušenosti z terénu a byl také oceněn čestným doktorátem.